# Globulin
Globulin je označení frakce sérových proteinů, která je při elektroforéze séra méně pohyblivá než albumin. Pojem globulin je poměrně obecný, zahrnuje celou řadu proteinů. Globulin je méně rozpustný ve vodě, má větší molekuly než albumin.
Globuliny jsou v hojném množství například v semenech luštěnin a olejnin, kde slouží jako zásobní látky (legumin, fazeolin, a podobně).

## Rozdělení
Proteiny elektroforézy se používají pro kategorizaci globulinů a rozdělují se do následujících čtyř kategorií:
- Alfa 1 globuliny
- Alfa 2 globuliny
- Beta globuliny
- Gama globuliny (do této skupiny patří především imunoglobuliny, které fungují jako protilátky)